# Diócesis de Rubiataba-Mozarlândia
La diócesis de Rubiataba-Mozarlândia (en latín: Dioecesis Rubiatabensis-Mozarlandensis y en portugués: Diocese de Ipameri) es una circunscripción eclesiástica de la Iglesia católica en Brasil. Se trata de una diócesis latina, sufragánea de la arquidiócesis de Goiânia, que tiene al obispo Francisco Agamenilton Damascena como su ordinario desde el 23 de septiembre de 2020.

## Territorio y organización

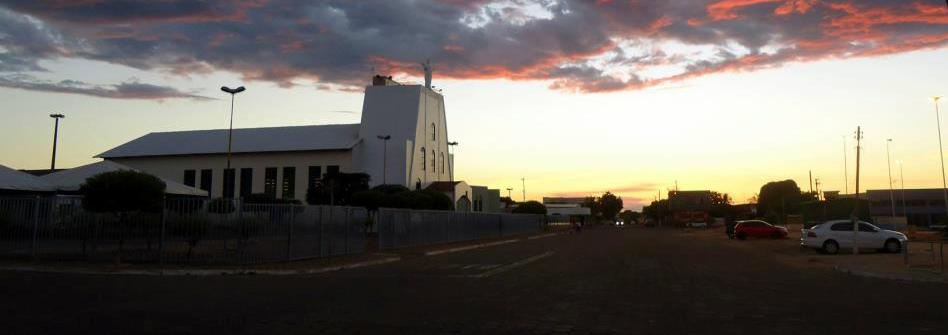
Concatedral de Nuestra Señora del Perpetuo Socorro, en Mozarlândia

La diócesis tiene 26 697 km² y extiende su jurisdicción sobre los fieles católicos de rito latino residentes en 12 municipios del estado de Goiás: Araguapaz, Aruanã, Crixás, Faina, Matrinchã, Morro Agudo de Goiás, Mozarlândia, Mundo Novo, Nova América, Nova Crixás, Rubiataba y Uirapuru.
La sede de la diócesis se encuentra en la ciudad de Rubiataba, en donde se halla la Catedral de Nuestra Señora de la Gloria. En Mozarlândia se encuentra la Concatedral de Nuestra Señora del Perpetuo Socorro.
En 2020 en la diócesis existían 15 parroquias.

## Historia
La prelatura territorial de Rubiataba fue erigida el 11 de octubre de 1966 con la bula De animarum utilitate del papa Pablo VI, obteniendo el territorio de las diócesis de Goiás y Uruaçu.
El 18 de abril de 1979, con el decreto Cum urbs de la Congregación para los Obispos, la iglesia de Nuestra Señora del Perpetuo Socorro de Mozarlândia fue elevada al rango de concatedral y la sede tomó el nombre de prelatura territorial de Rubiataba-Mozarlândia.
El 16 de octubre de 1979 la prelatura territorial fue elevada a diócesis con la bula Cum prelaturae del papa Juan Pablo II.
Desde 2010, el obispo Adair José Guimarães tiene su residencia y las oficinas de la curia diocesana en Mozarlândia.

## Estadísticas
De acuerdo al Anuario Pontificio 2021 la diócesis tenía a fines de 2020 un total de 80 421 fieles bautizados.
| Año                                                                             | Población            | Población | Población      | Sacerdotes | Sacerdotes    | Sacerdotes    | Bautizados por sacerdote | Diáconos permanentes | Religiosos | Religiosos | Parroquias |
| Año                                                                             | Bautizados católicos | Total     | % de católicos | Total      | Clero secular | Clero regular | Bautizados por sacerdote | Diáconos permanentes | Varones    | Mujeres    | Parroquias |
| ------------------------------------------------------------------------------- | -------------------- | --------- | -------------- | ---------- | ------------- | ------------- | ------------------------ | -------------------- | ---------- | ---------- | ---------- |
| 1966                                                                            | ?                    | 100 000   | ?              | 8          | 2             | 6             | ?                        |                      |            |            | 3          |
| 1968                                                                            | 185 000              | 190 000   | 97.4           | 4          |               | 4             | 46 250                   | 1                    | 8          | 16         | 2          |
| 1976                                                                            | 175 000              | 197 000   | 88.8           | 12         | 3             | 9             | 14 583                   |                      | 20         | 34         | 12         |
| 1980                                                                            | 90 600               | 102 000   | 88.8           | 14         | 3             | 11            | 6471                     |                      | 20         | 36         | 19         |
| 1990                                                                            | 91 000               | 97 000    | 93.8           | 13         | 6             | 7             | 7000                     | 1                    | 14         | 34         | 12         |
| 1999                                                                            | 92 000               | 102 200   | 90.0           | 26         | 20            | 6             | 3538                     |                      | 22         | 26         | 13         |
| 2000                                                                            | 91 000               | 102 200   | 89.0           | 15         | 11            | 4             | 6066                     |                      | 7          | 18         | 15         |
| 2001                                                                            | 90 000               | 94 910    | 94.8           | 13         | 12            | 1             | 6923                     |                      | 2          | 19         | 13         |
| 2002                                                                            | 90 000               | 94 910    | 94.8           | 16         | 15            | 1             | 5625                     |                      | 3          | 19         | 13         |
| 2003                                                                            | 74 835               | 95 550    | 78.3           | 15         | 13            | 2             | 4989                     |                      | 4          | 14         | 14         |
| 2004                                                                            | 84 835               | 105 550   | 80.4           | 15         | 13            | 2             | 5655                     | 1                    | 4          | 14         | 14         |
| 2010                                                                            | 90 500               | 122 350   | 74.0           | 16         | 14            | 2             | 5656                     |                      | 2          | 16         | 14         |
| 2014                                                                            | 94 400               | 127 900   | 73.8           | 16         | 14            | 2             | 5900                     |                      | 2          | 16         | 13         |
| 2017                                                                            | 96 830               | 131 220   | 73.8           | 20         | 19            | 1             | 4841                     |                      | 1          | 11         | 15         |
| 2020                                                                            | 80 421               | 119 641   | 67.2           | 22         | 21            | 1             | 3655                     |                      | 1          | 12         | 15         |
| Fuente: Catholic-Hierarchy, que a su vez toma los datos del Anuario Pontificio. |                      |           |                |            |               |               |                          |                      |            |            |            |

## Episcopologio
- Juvenal Roriz, C.SS.R. † (27 de octubre de 1966-5 de mayo de 1978 nombrado arzobispo de Juiz de Fora)
- José Carlos de Oliveira, C.SS.R. (14 de septiembre de 1979-27 de febrero de 2008 retirado)
- Adair José Guimarães (27 de febrero de 2008-27 de febrero de 2019 nombrado obispo de Formosa)
- Francisco Agamenilton Damascena, desde el 23 de septiembre de 2020-28 de mayo de 2025